# 頂洲 (學甲區)
頂洲是臺灣臺南市學甲區的一個聚落，臨八掌溪岸，位於學甲市區北郊，在今日行政區三慶里內。

## 地名由來
頂洲里得名於其位置位於北方（頂頭），因此被稱為「上溪洲」或「頂溪洲」。二戰後改為「頂洲」，而在1968年，隨著學甲的升格為鎮，地名也更動為「頂洲里」。然其後，於2006年02 月01 日行政區域調整，頂洲里、紅茄里和新芳里合併而成為三慶里，包括了溪洲仔寮（上溪洲、頂溪洲）、紅茄萣、倒風寮（現今的新芳）和紅蝦港等地。

## 沿革
頂洲里原本又名為「溪洲仔寮」，即溪州子寮，因為早期移民多在浮洲建立寮舍並開墾土地。最初由郭姓移民墾殖，後來分為八房逐漸繁衍。為了與原本的居住地「下溪洲」有所區別，這個地方被稱為「上溪洲」或「頂溪洲」。在日治時期，它被稱為「溪洲仔寮一保」。

## 教育
頂洲國小是三慶里唯一的小學，這所學校最早是於1918年3月31日成立的學甲公學校頂溪洲分校，並於1968年改稱為台南市學甲區頂洲國民小學，也是一所典型的綠色學校。

## 文化資產
頂洲擁有一項傳承已久的民俗活動，稱為「放鴿笭」，2014年獲列為臺南市定民俗，由台南市政府文化局主辦鴿笭文化季（Tainan Pigeon Whistle Culture Festival）。這項活動在學甲是以頂洲和紅茄兩個部落作為主要的賽區。頂洲和紅茄的每一回合都是公笭賽。每一回合的比賽時間從早上9點開始，並有完整的過程。在上午11點到12點之間，還會舉辦捕獲鴿子的拍賣活動。其中，加墊式擲空飛翔法只在學甲頂洲的比賽中出現，在尾羽背面加上一片刺竹甲葉片做的「笭墊」，減輕鴿子載重的壓迫感並增加穩定性。目前除了頂洲和紅茄的鴿笭有笭墊，其餘都取消笭墊這個配件。

## 圖集

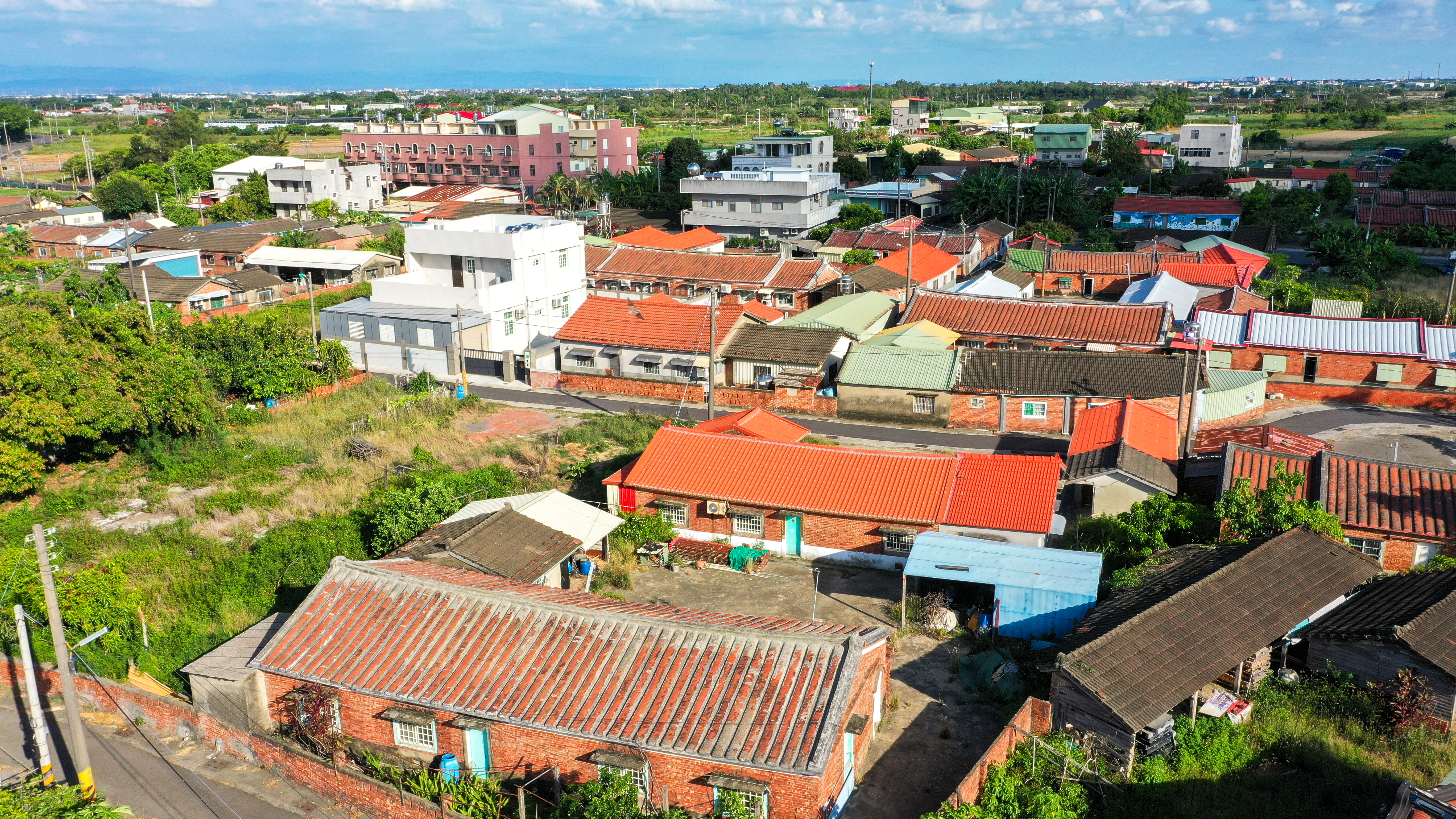
臺南市學甲區頂洲 (學甲區)空拍圖1
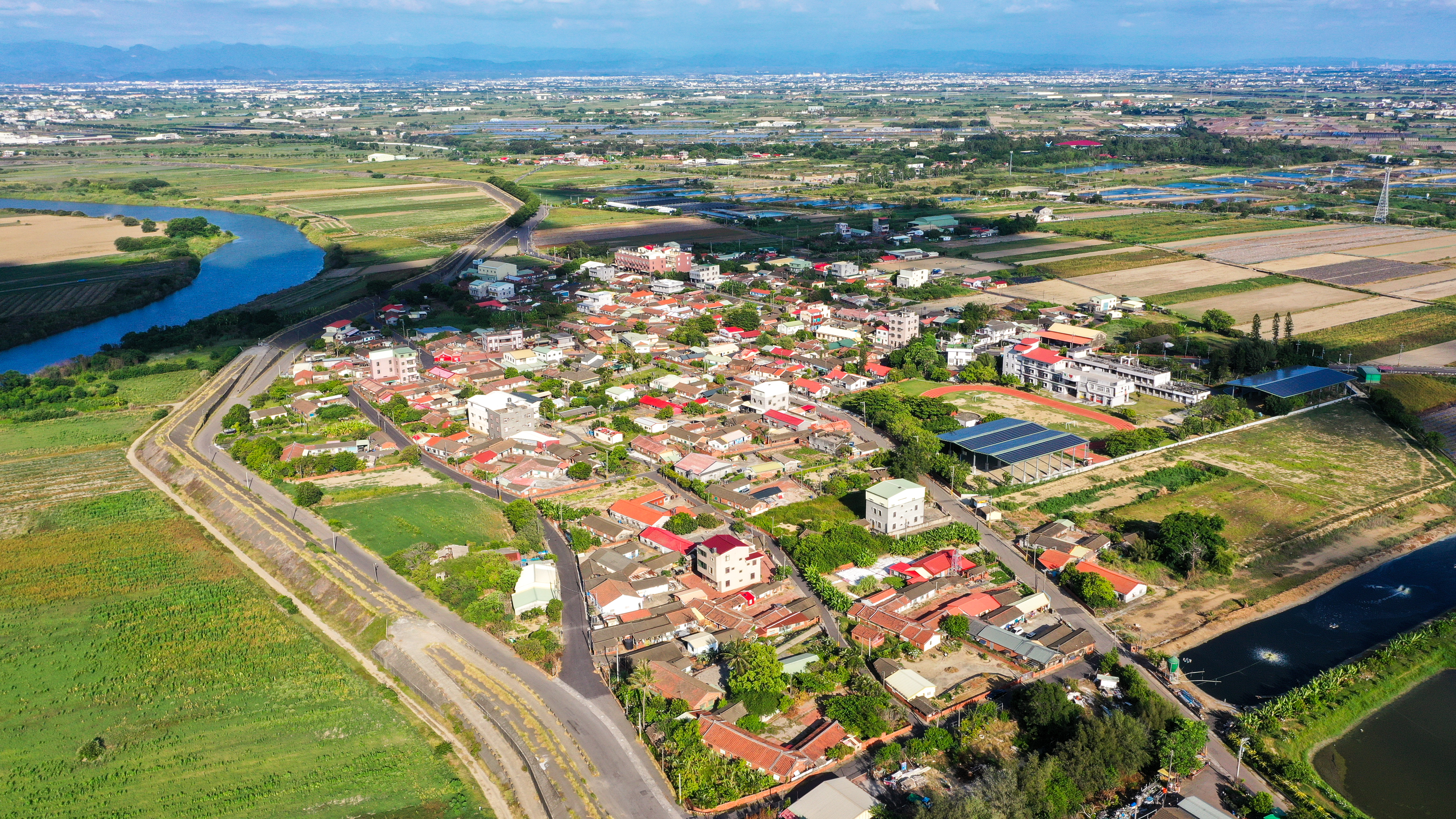
臺南市學甲區頂洲 (學甲區)空拍圖3
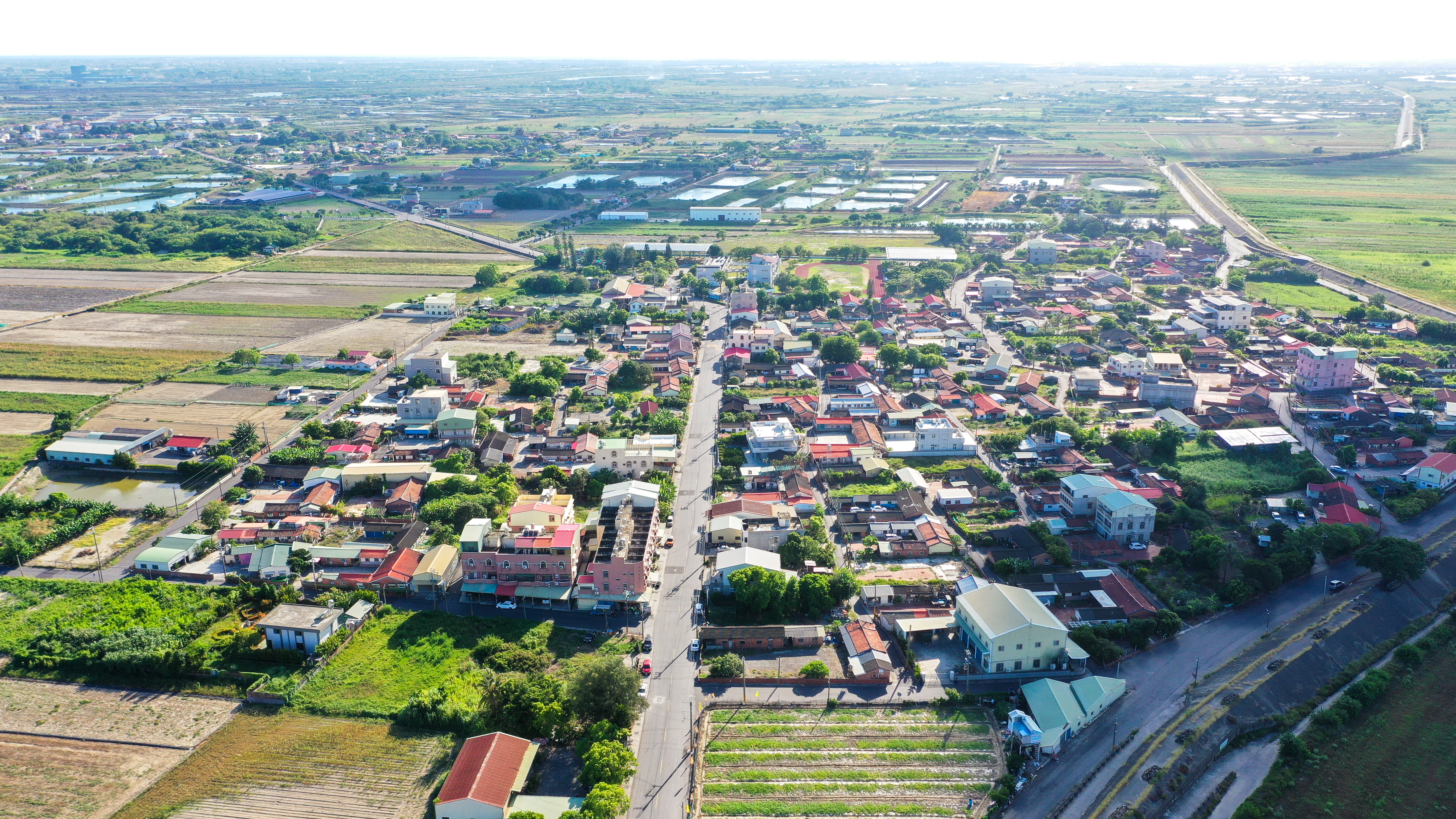
臺南市學甲區頂洲 (學甲區)空拍圖2
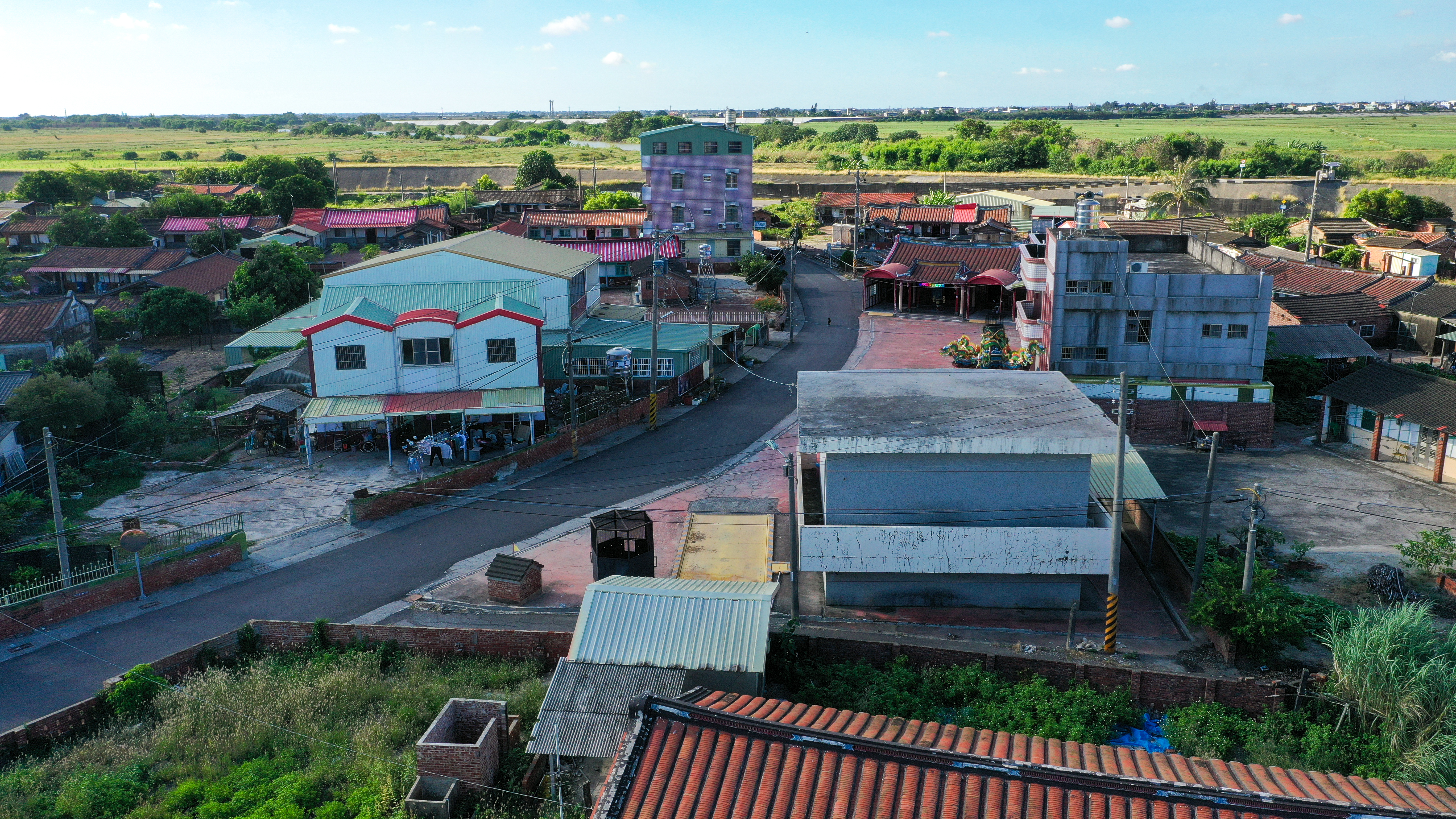
學甲頂洲-聚落街道
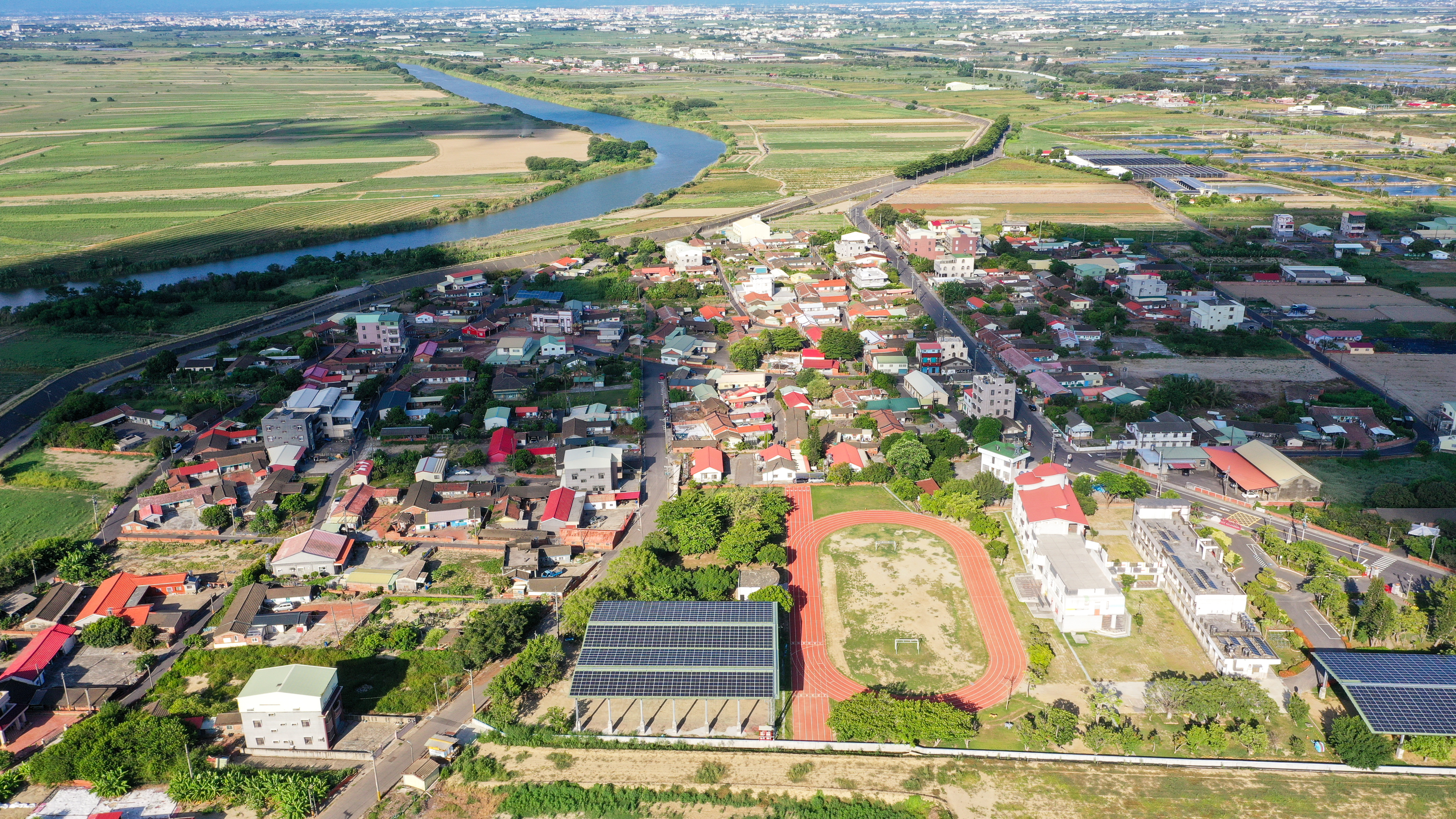
學甲頂洲-聚落中河域